# Батрес Монтуфар, Хосе
Хосе Батрес Монтуфар (исп. José Batres Montúfar, Пепе Батрес; 18 марта 1809, Сан-Сальвадор, Сальвадор — 9 июля 1844, Гватемала, Гватемала) — гватемальский поэт, писатель, политик, инженер и военный сальвадорского происхождения. Один из основоположников национальной литературы Гватемалы, представитель направления романтизма.

## Биография

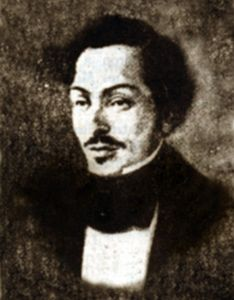
Портрет Хосе Батреса Монтуфара.

Происходил из старой колониальной семьи, сын Хосе Мариано Батреса-и-Астуриаса и Мерседес Монтуфар-и-Коронадо. Его называли лучшим гватемальским поэтом XIX века за беспрецедентный интеллектуальный труд, сравнимый в Гватемале того времени только с тем, чего достиг в прозе романист Хосе Милья-и-Видорре. Среди многих писателей, упоминавших его, таких как Менендес-и-Пелайо и Хосе Марти, известный исследователь латиноамериканской литературы Педро Энрикес Уренья охарактеризовал его так: «Лучший из поэтов, одарённых даром юмора».
Получил хорошее образование; отец дал ему первые уроки литературы и музыки. Пепе любил читать, включая произведения от греческой и латинской классики до испано- и франкоязычных современников, выучил латынь и французский. Как мыслитель он сформировался на фоне социального подъема, который привёл к независимости Гватемалы от испанского господства, и в первые годы гражданской войны в Центральной Америке.
Его семья, оказавшаяся между борьбой, в которой либеральный генерал Морасан противостоял консервативной Федеративной Республике Центральной Америки, потеряла имущество и социальное положение после изгнания консерваторов клана Айсинена в 1829 году. Сам он всего в 18 лет он принял участие в битве при Милинго и попал в плен к сальвадорцам, пробыв почти год в тюрьме вместе с будущим либеральным лидером Мигелем Гарсиа Гранадосом. Он также подружился со старшей сестрой последнего «Пепитой», писательницей Марией Хосефой Гарсиа Гранадос. Они напишут в соавторстве «Проповедь для Хосе Марии Кастильи», которая в то время слыла скандальным произведением.

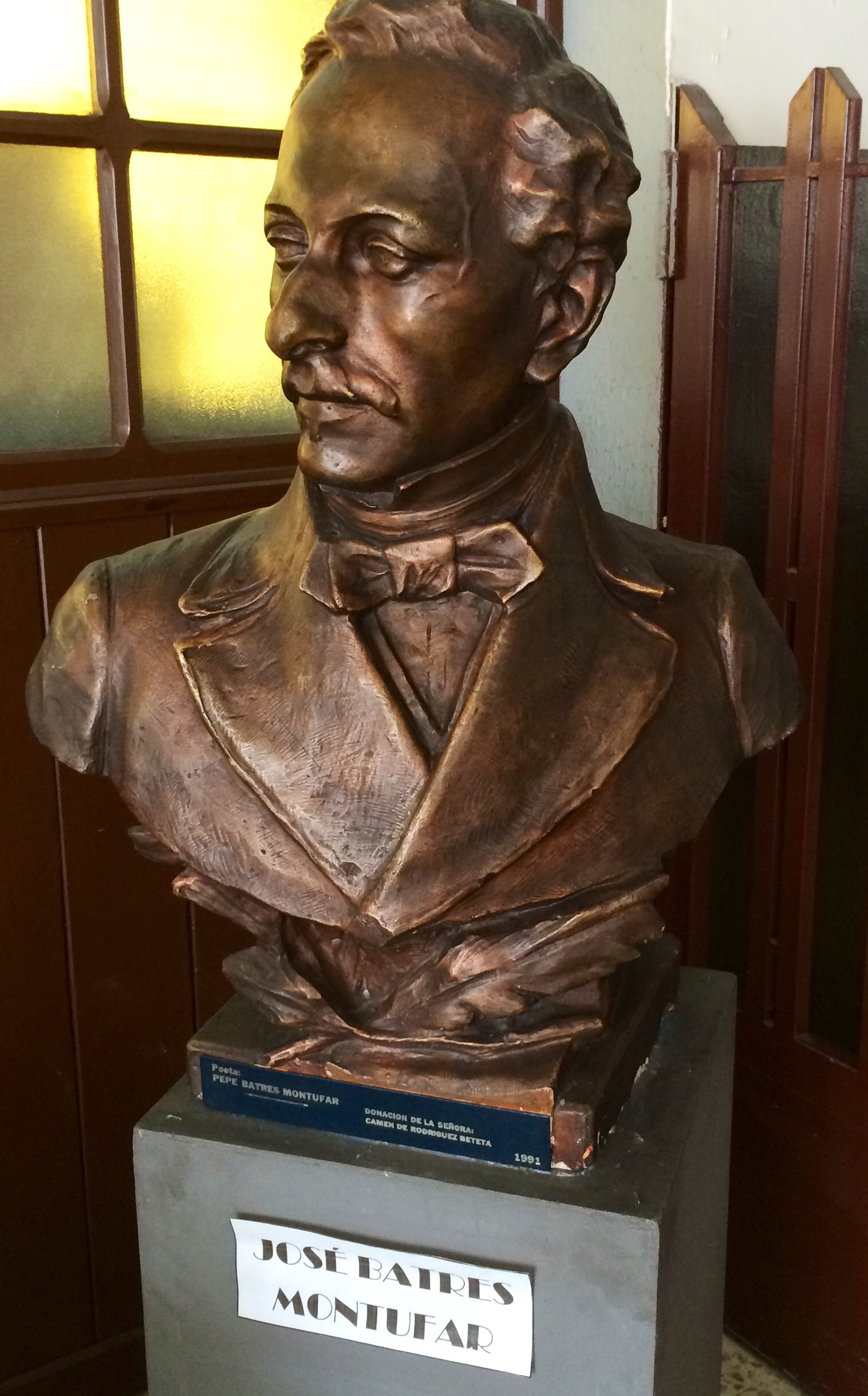
Бюст Хосе Батреса Монтуфара, который находился в Театре Колон до землетрясения 1917—1918 годов. Он был отреставрирован и передан в дар Национальной библиотеке Гватемалы.

Поэт вернулся в Гватемалу в 1830 году. В 1835 году получил звание инженера-топографа, и в 1837 году правительство Федерации поручило ему в качестве помощника британца Джона Бэйли в составе комиссии инженеров исследовать реку Сан-Хуан в Никарагуа, чтобы выяснить, можно ли проложить там канал между двумя океанами (в ходе экспедиции Батрес потерял младшего брата Хуана, умершего от малярийной лихорадки).
25 августа 1838 года он был уволен из первой роты артиллерийской бригады в чине капитан-командора. Позже он смог восстановить своё положение, особенно после окончательного провозглашения генералом Рафаэлем Каррерой независимости Гватемалы в 1839 году, когда поэт был назначен политическим главой Аматитлана. Также было восстановлено Учредительное собрание, и Батрес Монтуфар заседал в этой ассемблее в 1842—1843 годах. В мае 1844 года был уволен из армии по болезни.
Из литературного наследия Батреса Монтуфара выделяют сборник поэм и стихов «Гватемальские легенды» (1844), содержащий сатиру на современное общество. Посмертно вышел сборник «Лирическая поэзия» (1845). В поэме «Сан-Хуан» нашли отражение опыт разведывальных работ по возможности прокладывания Никарагуанского канала и смерть брата. Стихотворение «Yo pienso en ti» получило славу одного из самых известных произведений гватемальской литературы. Рубен Дарио считал стихи Батреса Монтуфара «Часы» (Reloj) и «Ложные явления» (Falsas apariencias) жемчужинами латиноамериканской литературы.